# Чикаго (фильм, 2002)
«Чика́го» (англ. Chicago) — художественный фильм режиссёра Роба Маршалла, снятый по одноимённому мюзиклу. Фильм был удостоен шести из тринадцати премий «Оскар», на которые был номинирован, включая за лучший фильм года.

## Сюжет
В 1924 году Рокси Харт смотрит выступление главной звезды чикагского театра Вэлмы Келли. Желая прославиться, Рокси начинает роман с Фредом Кейсли, который утверждает, что знает менеджера. После шоу Вэлма арестована за убийство мужа Чарли и сестры Вероники, после того как нашла их в постели вместе.
Через месяц Кейсли признается Рокси, что у него нет связей в шоу-бизнесе и он просто хотел с ней переспать. В ярости она убивает его. Она убеждает своего мужа Эймоса взять на себя вину, сказав ему, что убила грабителя в целях самообороны. Когда Эймос признается детективу, Рокси фантазирует, что поёт песню, посвящённую её мужу. Однако, когда детектив предоставляет доказательства того, что у Рокси и Кейсли были роман, Эймос отказывается от своих слов; Рокси в ярости рассказывает, что на самом деле произошло, и её арестовывают. Амбициозный окружной прокурор Харрисон объявляет, что будет добиваться для Харт смертной казни.
В тюрьме округа Кук Рокси отправляют в камеру убийц, находящуюся под опекой коррумпированной «мамы» Мортон. Рокси встречает своего кумира Вэлму, но та грубо отказывает в дружбе. Рокси изучает историю других женщин, включая Вэлму. По совету Мортон Рокси нанимает адвоката Вэлмы, блестящего Билли Флинна. Флинн и Рокси манипулируют прессой, заново изобретая личность Рокси как изначально добродетельной женщины, ставшей плохой из-за быстрой жизни города; она утверждает, что начала роман с Кейсли, потому что Эймос всегда работал, но раскаялась и бросила его ради Эймоса, и Кейсли ревниво напал на неё. Пресса верит истории; превозносимая публикой как трагическая героиня, Рокси становится сенсацией. Вэлма, недовольная потерей внимания общественности, пытается убедить Рокси присоединиться к её акту, заменив сестру, которую она убила, но Рокси, теперь более популярная, высокомерно ей отказывает, как Вэлма поступила с ней ранее.
Тем временем, Китти Бакстер, богатая наследница, арестована за убийство своего мужа и двух его любовниц, пресса и Флинн уделяют ей больше внимания. К удивлению Вэлмы, Рокси быстро привлекает внимание, заявив, что она беременна. Флинн на мгновение поверил в это, но находясь в клинике, где её осматривал врач для определения беременности, понял, что она врёт, спалив, что Рокси переспала с врачом для алиби. Пресса игнорирует Эймоса, и Флинн, чтобы вызвать больше симпатии к Рокси, убеждает его, что ребёнок от Кейсли, и что он должен развестись с Рокси в её затруднительном положении. Рокси слишком уверенно увольняет Флинна, полагая, что теперь она сможет выиграть дело сама. В это же время в тюрьме происходит знаковое событие: заключенная Каталина Хелински, венгерка из камеры убийц (которая оказывается единственной заключённой, настаивающей на своей невиновности) проигрывает свою апелляцию на смертный приговор и через неделю ее казнят через повешение, она становится первой женщиной в штате Иллинойс, которую подвергают казни. Глядя из окон камеры на то, как тюремщики везут в гробу тело только что повешенной Хелински, Рокси осознает серьёзность ситуации и опять нанимает Флинна.
Начинается суд над Рокси, и Билли превращает его в медийное зрелище с помощью журналистов, падких к сенсации, и сотрудницы радио Мэри Саншайн. Билли дискредитирует свидетелей, манипулирует доказательствами и даже устраивает публичное примирение между Эймосом и Рокси, заставив её поклясться, что ребёнок от Эймоса, во что тот простодушно верит. Судебное разбирательство, похоже, идёт как надо Рокси, пока Вэлма не появляется с дневником Рокси: она читает компрометирующие записи в обмен на амнистию в её собственном деле. Билли дискредитирует дневник, намекая, что Харрисон подстроил доказательства. Рокси оправдана, но её известность прошла быстро, когда другая женщина застрелила своего приятеля рядом со зданием суда. Флинн говорит ей принять это, и признает, что сам подделал её дневник, чтобы обвинить окружного прокурора, а также освободить сразу двух клиентов. Эймос остаётся с Рокси, он взволнован отцовством, но Рокси жестоко отвергает его, рассказывая, что она не беременна, и Эймос, наконец, оставляет её.
Рокси безуспешно ходит на пробы, когда Вэлма повторно обращается к Рокси, чтобы предложить выступить вместе: двойной акт, состоящий из двух убийц. Рокси сначала отказывается, но позже соглашается, когда Вэлма говорит, что они могут выступать вместе, несмотря на свою неприязнь друг к другу. Вдвоём они ставят зрелищное представление, которое заслужило любовь публики и прессы. Фильм заканчивается сценой, в которой Рокси и Вэлма получают овации от восторженной аудитории, в том числе Флинна, Мортон, присяжных и других оправданных убийц. Рокси и Вэлма заявляют, мол, «мы не могли бы сделать это без вас».

## В ролях
| Актёр               | Роль                         |
| ------------------- | ---------------------------- |
| Рене Зеллвегер      | Рокси Харт                   |
| Кэтрин Зета-Джонс   | Вэлма Келли                  |
| Джон К. Рейли       | Эймос Харт                   |
| Ричард Гир          | Билли Флинн                  |
| Куин Латифа         | Матрона «Мама» Мортон        |
| Доминик Уэст        | Фред Кейсли                  |
| Екатерина Щелканова | Каталина «Венгерка» Хелински |
| Кристин Барански    | Мэри Саншайн                 |
| Люси Лью            | Китти Бакстер                |

## Саундтрек

### Кино-версия
Больше всего я жалею о том, что отказался сниматься в «Чикаго». Мне казалось, что 30 лет — слишком юный возраст, чтобы говорить: «Я видел все». Роль досталась Ричарду Гиру, и он был великолепен
1. «Overture / All That Jazz» — Вэлма Келли и варьете.
2. «Funny Honey» — Рокси Харт.
3. «When You’re Good to Mama» — «Мама» Мортон.
4. «Cell Block Tango[англ.]» — Вэлма, Мона и другие.
5. «All I Care About» — Билли Флинн.
6. «We Both Reached for the Gun» — Билли, Рокси, Мэри Саншайн и другие журналисты.
7. «Roxie» — Рокси.
8. «I Can’t Do It Alone» — Вэлма.
9. «Mister Cellophane» — Эймос Харт.
10. «Razzle Dazzle» — Билли и компания.
11. «Class» — Вэлма и Мама[3].
12. «Nowadays» — Рокси.
13. «Nowadays / Hot Honey Rag» — Рокси и Вэлма.
14. «I Move On» — Рокси и Вэлма (в титрах).

Диск с саундтреком получил Грэмми в 2004 году.

### Русская версия
1. «Весь этот джаз»
2. «Весёлый, дорогой»
3. «Когда ты добра к маме»
4. «Тюремное танго»
5. «Все, что меня волнует»
6. «Мы оба потянулись за пистолетом»
7. «Рокси»
8. «Это мне не сделать одной»
9. «Мистер Целлофан»
10. «Шика-блеска дай»
11. «В наши дни»
12. «В наши дни» / «Рэгтайм»
13. «После полуночи»
14. «Костюм Рокси»

## Награды и номинации
| Премия                         | Категория                                  | Имя                                                 | Результат |
| ------------------------------ | ------------------------------------------ | --------------------------------------------------- | --------- |
| Оскар                          | Лучший фильм                               | Мартин Ричардс                                      | Победа    |
| Оскар                          | Лучшая режиссура                           | Роб Маршалл                                         | Номинация |
| Оскар                          | Лучшая женская роль                        | Рене Зеллвегер                                      | Номинация |
| Оскар                          | Лучшая мужская роль второго плана          | Джон Рейли                                          | Номинация |
| Оскар                          | Лучшая женская роль второго плана          | Куин Латифа                                         | Номинация |
| Оскар                          | Лучшая женская роль второго плана          | Кэтрин Зета-Джонс                                   | Победа    |
| Оскар                          | Лучший адаптированный сценарий             | Билл Кондон                                         | Номинация |
| Оскар                          | Лучшая операторская работа                 | Дион Биби                                           | Номинация |
| Оскар                          | Лучшая работа художника-постановщика       | Джон Майр, Гордон Сим                               | Победа    |
| Оскар                          | Лучший дизайн костюмов                     | Коллин Этвуд                                        | Победа    |
| Оскар                          | Лучший монтаж                              | Мартин Уолш                                         | Победа    |
| Оскар                          | Лучший звук                                | Майкл Минкер, Доминик Тавелья, Дэвид Ли             | Победа    |
| Оскар                          | Лучшая песня к фильму                      | Дэнни Эльфман, Джон Кандер, Фред Эбб («I Move On»)  | Номинация |
| BAFTA                          | Лучший фильм                               | Мартин Ричардс                                      | Номинация |
| BAFTA                          | Лучшая режиссура                           | Роб Маршалл                                         | Номинация |
| BAFTA                          | Лучшая женская роль                        | Рене Зеллвегер                                      | Номинация |
| BAFTA                          | Лучшая женская роль второго плана          | Куин Латифа                                         | Номинация |
| BAFTA                          | Лучшая женская роль второго плана          | Кэтрин Зета-Джонс                                   | Победа    |
| BAFTA                          | Лучшая операторская работа                 | Дион Биби                                           | Номинация |
| BAFTA                          | Лучшая работа художника-постановщика       | Джон Майр                                           | Номинация |
| BAFTA                          | Лучший дизайн костюмов                     | Коллин Этвуд                                        | Номинация |
| BAFTA                          | Лучший монтаж                              | Мартин Уолш                                         | Номинация |
| BAFTA                          | Лучший грим                                | Джордан Сэмюэл, Джуди Купер-Сили                    | Номинация |
| BAFTA                          | Лучшая музыка к фильму                     | Дэнни Эльфман, Джон Кэндер, Фред Эбб                | Номинация |
| BAFTA                          | Лучший звук                                | Майкл Минкер, Доминик Тавелья, Дэвид Ли, Морис Шелл | Победа    |
| Золотой глобус                 | Лучший фильм — комедия или мюзикл          |                                                     | Победа    |
| Золотой глобус                 | Лучшая режиссура                           | Роб Маршалл                                         | Номинация |
| Золотой глобус                 | Лучшая мужская роль в комедии или мюзикле  | Ричард Гир                                          | Победа    |
| Золотой глобус                 | Лучшая женская роль в комедии или мюзикле  | Рене Зеллвегер                                      | Победа    |
| Золотой глобус                 | Лучшая женская роль в комедии или мюзикле  | Кэтрин Зета-Джонс                                   | Номинация |
| Золотой глобус                 | Лучшая мужская роль второго плана          | Джон Рейли                                          | Номинация |
| Золотой глобус                 | Лучшая женская роль второго плана          | Куин Латифа                                         | Номинация |
| Золотой глобус                 | Лучший сценарий                            | Билл Кондон                                         | Номинация |
| Премия Гильдии киноактёров США | Лучший актёрский ансамбль                  |                                                     | Победа    |
| Премия Гильдии киноактёров США | Лучшая мужская роль                        | Ричард Гир                                          | Номинация |
| Премия Гильдии киноактёров США | Лучшая женская роль                        | Рене Зеллвегер                                      | Победа    |
| Премия Гильдии киноактёров США | Лучшая женская роль второго плана          | Куин Латифа                                         | Номинация |
| Премия Гильдии киноактёров США | Лучшая женская роль второго плана          | Кэтрин Зета-Джонс                                   | Победа    |
| Грэмми                         | Лучшая песня, написанная для кино или ТВ   | Джон Кандер, Фред Эбб («I Move On»)                 | Номинация |
| Грэмми                         | Лучший сборник саундтреков для кино или ТВ | Рэнди Спендлав, Рик Уэйк, Джоэл Мосс, Дэн Хетцел    | Победа    |

## Факты
- «Чикаго», американские сборы которого превысили 171 млн $, стал самым прибыльным фильмом студии Miramax.
- Пьеса «Чикаго», на основе которой был написан экранизированный в этом фильме мюзикл, посвящена двум громким убийствам, совершённым в Чикаго в 1924 году. Автор пьесы, Морин Уоткинс, стала прототипом образа дотошной журналистки Мэри Саншайн.
- Чикаго — первый игровой фильм, вся звуковая дорожка которого была записана при помощи технологии Direct Stream Digital компании Sony и выпущена на многоканальном SACD-диске.
- Права на постановку мюзикла продюсер Мартин Ричардс[англ.] выкупил ещё в 1970-е годы. Тогда постановку должен был возглавить Боб Фосс, а на главные роли планировались Голди Хоун, Лайза Миннелли и Фрэнк Синатра. Проект не был реализован из-за смерти Фосса в 1987 году.
- Первую попытку постановки мюзикла студия Miramax предприняла в 1994 году, но неудачно. Несмотря на то, что в ходе работы сценарий ленты был кардинально переработан 7 раз, от постановки по очереди отказались Милош Форман, Херберт Росс и Баз Лурманн.
- Вокальный номер «Класс» был снят, но не вошёл в фильм, поскольку плохо выписывался в режиссёрскую концепцию «воображаемого шоу в голове Рокси» и был выпущен как бонус на DVD. Музыкальные номера Рокси «Мой лучший друг» и «Я и мой ребёнок» были вовсе убраны из сценария.
- Текст речитатива, который произносит в тюремных стенах обвиняемая в убийстве венгерка Каталина Хелински (её сыграла русская балерина Екатерина Щелканова):

Что я делаю здесь? Они говорят, что мой постоялец схватил моего мужа, и я отрубила ему голову. Но это неправда. Я невиновна. Я не знаю, почему Дядя Сэм решил, что я сделала это. Я пробовала объяснить это в полицейском участке, но они не поняли.
Оригинальный текст (венг.)Mit keresek én itt? Azt mondják, a híres lakóm lefogta a férjem, én meg lecsaptam a fejét. De nem igaz. Én ártatlan vagyok. Nem tudom, miért mondja Uncle Sam, hogy én tettem. Próbáltam a rendõrségen megmagyarázni, de nem értették meg.

- На протяжении всего фильма адвокат Билли Флинн ошибочно называет Эймоса «Энди» — это отсылка к популярной в 1920-е годы радиопередаче Эймос и Энди.